# 裴延齡
裴延齡（727年—795年），河中府河東县（今山西省永济市）人，出自河东裴氏定著五房之一的中眷裴，唐德宗时期的户部尚書、判度支。

## 生平
唐肅宗時，為汜水縣尉，調授太常博士。唐德宗時，盧杞為宰相，擢延齡為膳部員外郎。德宗后期，延齡得寵於朝廷，上奏“左藏庫司多有失落，近因檢閱使置簿書，乃于糞土之中得銀十三万兩”，裴延齡等擅阿諛逢迎、結黨營私，“以聚斂為長策”。貞元十一年（795年）陸贄上書《論宣令除裴延齡度支使狀》極陳延齡奸事，列舉裴延齡七大罪狀，觸怒德宗，被貶為太子賓客，貶忠州（今四川忠县）別駕。諫議大夫陽城認為：“吾諫官，不可令天子殺無罪大臣。”於是相約拾遺王仲舒等上疏論延齡奸邪罪惡。元稹有代人起草《論裴延齡表》二篇。德宗欲用延齡為相，陽城極力阻止，曰：“白麻若出，吾必裂之而死。”裴延齡恃恩輕躁，只有顧少連不避延齡，一日少連醉酒，持象笏擊之。貞元十一年秋九月，延齡卒，年六十九，德宗嗟惜不止。子裴操。

## 延伸阅读
[在维基数据编辑]
 《舊唐書/卷135》，出自刘昫《舊唐書》
 《新唐書·卷167》，出自《新唐書》